# Stanisław Kiszka (Bispo da Samogícia)

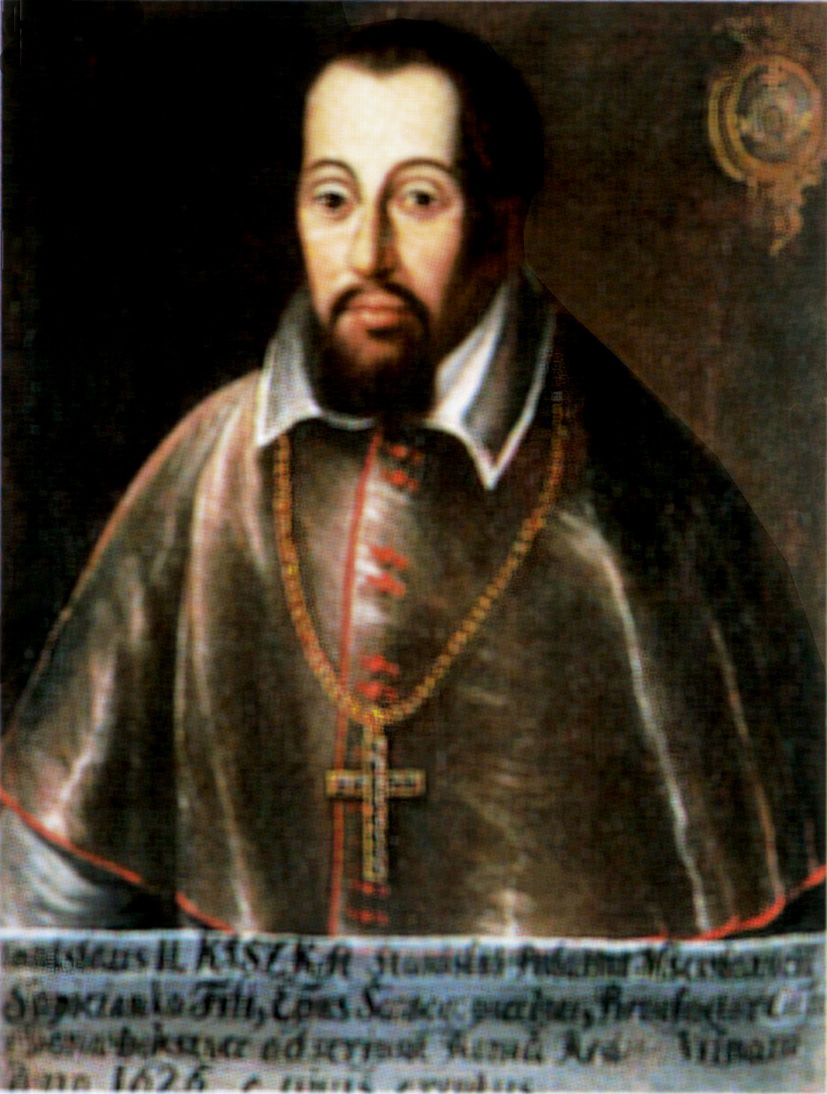
Stanisław Kiszka

Stanisław Kiszka, do brasão de Dąbrowa  (nascido em 1584, falecido em 1626), um padre católico romano. Ele era o irmão mais velho de Janusz, o hetman de campo lituano .
Nascido calvinista, converteu-se ao catolicismo em 1606. Depois de ordenado sacerdote, serviu sucessivamente como cônego e reitor de Vilnius, secretário real e referendário do Grão-Ducado da Lituânia.
A partir de 1614 foi secretário real. A partir de 1618, o Ordinário da Samogícia, desenvolveu uma rede paroquial.
Está enterrado na Catedral de Vilnius .